# La Milesse
La Milesse település Franciaországban, Sarthe megyében. Lakosainak száma 2631 fő (2022. január 1.). La Milesse La Bazoge, Saint-Saturnin, Trangé, Aigné, La Chapelle-Saint-Aubin, La Chapelle-Saint-Fray és Domfront-en-Champagne községekkel határos.

## Népesség
A település népességének változása:
| Lakosok száma | 2445 | 2617 | 2695 | 2640 | 2638 | 2637 | 2635 | 2642 | 2631 |
|               | 2013 | 2015 | 2016 | 2017 | 2018 | 2019 | 2020 | 2021 | 2022 |